# Häckergrund
Der Häckergrund ist ein rund 4,38 km langes Tal im Obermainischen Hügelland östlich der Burgkunstadter Kernstadt
. Es beginnt im Norden bei Kirchlein, schlängelt sich halbrund um den Fleck-Berg (400,6 m ü. NHN) in Richtung Osten, ändert nach rund 3 km ab dem Häckerberg seinen Verlauf in südwestliche Richtung und endet bei Mainklein. Durch das Tal fließt der Häckergrundbach.